# مقهى كانابيس

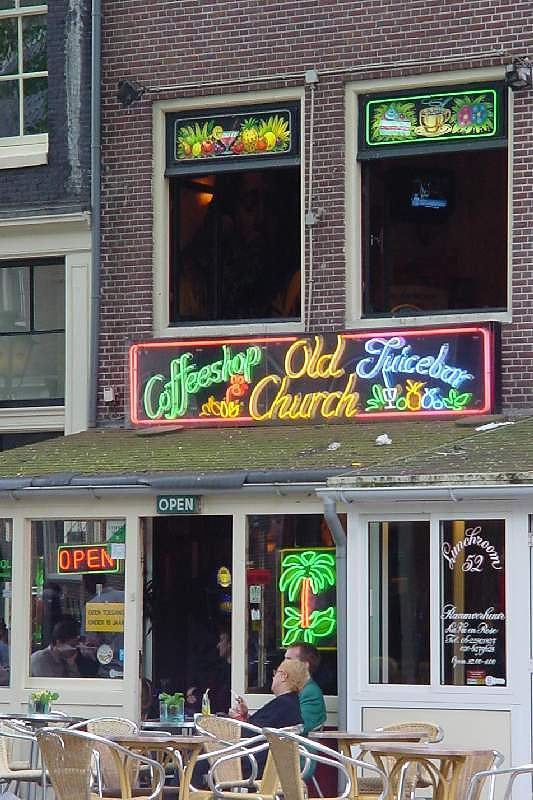
مقهى كانابيس في أمستردام، هولندا

مقاهي الكانابيس هي مؤسسات في هولندا تبيح فيها السلطات المحلية بيع الحشيش للاستهلاك الشخصي.